# 梶谷瑠哉
梶谷 瑠哉（かじたに りゅうや、1996年7月15日 - ）は、栃木県日光市出身の陸上競技選手。専門は長距離走。白鷗大足利高等学校、青山学院大学教育人間科学部教育学科卒業。SUBARU陸上競技部所属。

## 経歴
- 白鷗大足利高校時代は都道府県対抗駅伝に2度出場。
- 高校卒業後は、原晋監督が率いる青山学院大学陸上競技部・男子長距離ブロックへ入学・在籍。
- 大学2年時の第93回箱根駅伝では1区を担当しトップと4秒差の区間4位。チームの箱根駅伝3連覇に貢献する[3]。
- 大学3年時の第94回箱根駅伝では4区を務めたが区間9位に留まり、チームは往路4連覇を逃した。それでも6区の山下り区間で首位に立ち、結果青学大は箱根駅伝4連覇を達成した[4]。
- 2018年3月の日本学生ハーフマラソンでは、1時間03分20秒の記録で優勝した[5]。
- 大学4年時の第50回全日本大学駅伝では最終8区を担当。監督の原晋は「抑えていけ。残り5kmで上げていけ」と指示を出したが、梶谷は「前半で突っ込めば、相手が戦意を喪失するかなと。気持ちを折ろうと。スローで入り、詰められたら相手に元気が出てしまう」と考え、最初の5kmを14分13秒で突っ込み[6]、2位の東海大学に2分20秒差をつけ同大会2年ぶりの優勝に貢献した[7]。
- 大学生最後となる第95回箱根駅伝では、「華の2区」を担当。3位でタスキを受けると20Kmまで先頭集団に食らいついたものの終盤失速し8位まで後退。区間10位に終わった[8][9]。青学大チームは往路6位と大きく出遅れたのが響いてしまい、翌日は復路優勝を果たしたが、総合2位に留まり箱根駅伝5連覇は成らなかった。
- 大学卒業後はSUBARU陸上競技部に所属。2021年度より主将に就任している[10]。

## 人物
- 好物はラーメン。大学3年時までは週3回食べていたが、監督の原に「ラーメンを食べるな、とは言わない。ただ、頻度の問題。週3回は多すぎる。」と指摘され、その後は週1回に抑えた[11]。
- 2017年4月8日にTBS系列で放送された『オールスター感謝祭'17春』のイベント企画「赤坂5丁目ミニ駅伝」に同級生の小野田勇次・森田歩希、1学年下の鈴木塁人と共に青山学院大学陸上競技部チームとして出場し、ハリー杉山・小島よしお・なかやまきんに君・堀井新太・おばたのお兄さん・小國以載・ワッキー(ペナルティ)・森脇健児の芸能人最速チームに勝利した[12]。
- 2020年7月30日、高校時代から約6年半交際していた一般女性と7月26日に結婚した事を自身のTwitter等で公表した[13][14]。

## 戦績

### 主な戦績
| 年     | 大会                                              | 種目(区間)     | 順位 | 記録          | 備考                     |
| ------ | ------------------------------------------------- | -------------- | ---- | ------------- | ------------------------ |
| 2014年 | 第19回全国都道府県対抗男子駅伝競走大会            | 1区(7km)       | 15位 | 20分26秒      | チーム総合20位           |
| 2015年 | 第20回全国都道府県対抗男子駅伝競走大会            | 1区(7km)       | 26位 | 20分59秒      | チーム総合10位           |
| 2015年 | 第10回世田谷246ハーフマラソン                     | ハーフマラソン | 5位  | 1時間04分12秒 | 初レース                 |
| 2016年 | 第95回関東学生陸上競技対校選手権大会              | 1500m          | 7位  | 3分51秒63     | 入賞                     |
| 2018年 | 第101回日本陸上競技選手権大会クロスカントリー競走 | 10km           | 30位 | 30分28秒      | 世界大学クロカン出場内定 |
| 2018年 | 第21回日本学生ハーフマラソン選手権大会            | ハーフマラソン | 1位  | 1時間03分20秒 |                          |
| 2018年 | 第21回世界大学クロスカントリー選手権大会          | 10.7km         | 17位 | 31分28秒06    |                          |
| 2019年 | 第24回全国都道府県対抗男子駅伝競走大会            | 3区(8.5km)     | 34位 | 25分23秒      | 総合25位                 |

### 大学駅伝戦績
| 学年(年度)         | 出雲駅伝                    | 全日本大学駅伝              | 箱根駅伝                          |
| ------------------ | --------------------------- | --------------------------- | --------------------------------- |
| 1年生 （2015年度） | 第27回 ー - ー 出走なし     | 第47回 ー - ー 出走なし     | 第92回 ー - ー 出走なし           |
| 2年生 （2016年度） | 第28回 ― - ― 出走なし       | 第48回 ー - ー 出走なし     | 第93回 1区-区間4位 1時間04分00秒  |
| 3年生 （2017年度） | 第29回 1区-区間8位 23分54秒 | 第49回 3区-区間4位 27分28秒 | 第94回 4区-区間9位 1時間03分39秒  |
| 4年生 （2018年度） | 第30回 ― - ― 出走なし       | 第50回 8区-区間3位 58分44秒 | 第95回 2区-区間10位 1時間08分30秒 |

## 自己記録
- 1500m・・・3分48秒90（2015年5月15日、関東インカレ）
- 5000m・・・13分34秒72（2025年5月4日、第36回ゴールデンゲームズinのべおか）
- 10000m・・・28分02秒27（2022年11月26日、八王子ロングディスタンス）
- ハーフマラソン・・・1時間03分19秒（2018年2月4日、香川丸亀国際ハーフマラソン）